# سبت (روز تعطیل دینی)

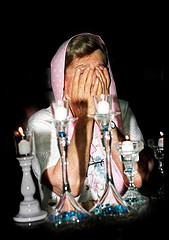
استقبال از سبت با روشن کردن شمع شبات

سبت (שַׁבָּת) (از زبان عبری שַׁבָּת Šabbāṯ)، در دین‌های ابراهیمی، یک روز استراحت و عبادت است. بر اساس کتاب سفر خروج، روز سبت، روز استراحت در روز هفتم است، به دستور خداوند به عنوان روز تعطیل و استراحت. , همان‌طور که خداوند بعد از خلقت بر اساس روایت آفرینش آرام گرفت.
سبت در شکل‌های یهودیت، ساباطری (شنبه‌داران)، در مسیحیت مانند بسیاری از فرقه‌های پروتستانتیسم و مسیحیت شرقی و فرقه‌های مسیحی و اسلام مشاهده می‌شود. مراسمی مشابه یا برخاسته از سبت در ادیان دیگر نیز وجود دارد. این اصطلاح ممکن است به‌طور کلی برای توصیف مراسم مشابه هفتگی در ادیان دیگر استفاده شود.
حَسَم، اولین واژه، دقیق برای دو نیم شدن بود؛ که به حَسب در عربی و سبت در عبری رسید. سبت در عبری سبات، شبات شد. در عربی شبت را شبة املا شد. در پارس نون بعد از حرف شین املا آمد. بنابر بر اشتراکِ لهجه‌ی افغانستانی، ترکی، لکی‌، جنوبی و غیره، شنبه شد. 